# Strzelba Remington 870
Remington 870 – amerykańska strzelba typu pump action. Jest używana przez policję oraz cywilów do strzelania sportowego, polowań oraz obrony własnej.

## Historia
Remington 870 była czwartą strzelbą pump action z serii Remington Arms.
John Pedersen zaprojektował Model 10 (później ulepszony pod nazwą Model 29) pracując z Johnem Browningiem. Pedersen pomógł zaprojektować Model 17, który został zaadaptowany przez firmę Ithaca jako Ithaca 37; posłużył także jako pierwowzór do zaprojektowania Remingtona 31. Model 31 był świetną strzelbą, jednak pod względem sprzedaży cały czas stał w cieniu Winchestera 12. Firma Remington Arms znalazła rozwiązanie tego problemu w roku 1950 wypuszczając na rynek nowoczesną, niezawodną, solidną oraz stosunkowo niedrogą strzelbę – Remington model 870 Wingmaster.
Sprzedaż modelu 870 była stabilna. Osiągnęła 2 miliony egzemplarzy w 1973; w 1993 m.in. za sprawą modelu „Express” osiągnęła 7 milionów. Model 870 cały czas utrzymuje rekord najlepiej sprzedającej się strzelby pump action w historii Stanów Zjednoczonych.

## Wersje
Istnieją setki odmian strzelby Remington 870. Remington Arms obecnie produkuje wiele modeli przeznaczonych dla ludności cywilnej, służb bezpieczeństwa oraz wojska.
Oficjalne wersje 870:
- Wingmaster
- Express
- Marine
- Magnum
- Police
- Tactical
- MCS (Modular Combat System)